# Доналд Джонстон (веслувальник)
Доналд Джонстон (англ. Donald Johnston, 30 вересня 1899 — 4 серпня 1984) — американський академічний веслувальник.
Олімпійський чемпіон 1920 року в складі вісімки.